# Germanenorden
Il Germanenorden (Ordine dei germani) è stato una società occulta tedesca, caratterizzato dalla pratica di diversi riti esoterici neopagani. Fu formalmente costituito nel 1912.

## Storia

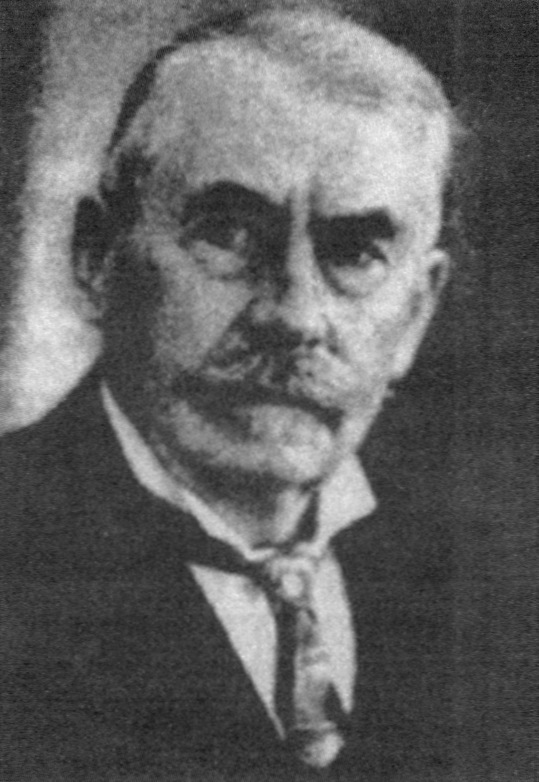
Theodor Fritsch

Il Germanenorden venne fondato a Monaco di Baviera (ma secondo altre fonti a Lipsia) nel 1912 ad opera di Theodor Fritsch, autore di un Catechismo antisemita e primo traduttore tedesco dei Protocolli dei Savi di Sion.
Per far parte del Germanenorden i membri dovevano provare la loro appartenenza alla razza ariana. L'ideologia del gruppo si collegava ad alcuni aspetti del movimento völkisch e all'Ariosofia di Guido von List.
Tra le sue proposte figurava la deportazione di Ebrei, meticci, anarchici, Zingari ed altri gruppi di persone considerati nemici della nazione tedesca. Nel corso delle riunioni i membri della società vestivano in genere di bianco e indossavano elmi sormontati da corna. Tra i simboli utilizzati compariva la croce uncinata, spesso con l'accompagnamento della musica di Wagner.
Fino allo scoppio della prima guerra mondiale, il capo della società fu Hermann Pohl, durante la guerra la setta iniziò a sfaldarsi. Ad ogni modo, nonostante la guerra, nel 1918 la società segreta contava circa 1.500 membri. Il 18 agosto 1918, il ramo bavarese del Germanenorden Walvater, guidato da Rudolf von Sebottendorff, prese il nome di Thule-Gesellschaft.